# Equipe polonesa na Copa Davis
A equipe polonesa na Copa Davis representa a Polônia na Copa Davis, principal competição de tênis masculina por equipes do mundo. É administrada pela Polski Związek Tenisowy.